# Arroyo Seco, Playa Vicente
Arroyo Seco är en ort i Mexiko.   Den ligger i kommunen Playa Vicente och delstaten Veracruz, i den sydöstra delen av landet, 400 km öster om huvudstaden Mexico City. Arroyo Seco ligger 63 meter över havet och antalet invånare är 353.
Terrängen runt Arroyo Seco är platt. Runt Arroyo Seco är det ganska glesbefolkat, med 24 invånare per kvadratkilometer. Närmaste större samhälle är Playa Vicente, 6,5 km söder om Arroyo Seco. Omgivningarna runt Arroyo Seco är en mosaik av jordbruksmark och naturlig växtlighet.